# 吉晓辉
吉晓辉（1955年—），汉族，中华人民共和国政治人物、第十一届全国政协委员。
加入中国共产党，担任上海国际集团有限公司党委书记、董事长、上海浦东发展银行党委书记。2008年，当选第十一届全国政协委员，代表经济界，分入第三十七组。